# Dickie Boon
Richard R. „Dickie“ Boon (* 10. Januar 1878 in Belleville, Ontario; † 3. Mai 1961 in Outremont, Québec) war ein kanadischer Eishockeyspieler, der zu Beginn des 20. Jahrhunderts für die Montréal AAA aus der Canadian Amateur Hockey League und die Montreal Wanderers aus der Federal Amateur Hockey League spielte. 

## Karriere
Während seiner Zeit bei den Montreal AAA gewann der Stürmer die einzigen beiden Stanley Cups der AAA. Das Team war zugleich der letzte Amateur-Club, der den Cup gewann.
Nach seiner Zeit bei den AAA wurde Boon Mitbegründer der Montreal Wanderers, dem ersten professionellen Eishockey-Franchise der Stadt. Die Wanderers führte er als Manager 1907, 1908 und 1910 zu drei Siegen im Stanley Cup.
Nach seiner Hockeyzeit wurde Dickie Boon Mitbegründer der Boon-Strachan Coal und widmete sich vor allem den Sportarten Curling und Golf. 1952 wurde er in die Hockey Hall of Fame aufgenommen.

## Managerstationen
- 1906–1916: Montreal Wanderers - FAHL